# Cajicá
Cajicá est une municipalité située dans le département de Cundinamarca, en Colombie.

## Démographie
Selon les données récoltées par le DANE lors du recensement de 2005, Cajicá compte une population de 44 721 habitants.

## Liste des maires
- 2012-2015 : Oscar Mauricio Bejarano Navarrete
- 2016-2019 : Orlando Díaz Canasto
- 2020-2023 : Fabio Hernán Ramírez Rodríguez[2]